# Filair
Filair es una aerolínea con base en la República Democrática del Congo. Efectúa sus vuelos desde el Aeropuerto N'Dolo, Kinshasa La aerolínea se encuentra en la lista de aerolíneas prohibidas en la Unión Europea por razones de seguridad, como todas las aerolíneas dependientes de la autoridad de la República Democrática del Congo.

## Destinos
Efectúa vuelos regionales a Boma, Idiofa, Kikwit, Matadi y Muanda, entre otros. 

## Flota
- Let L-410 Turbolet

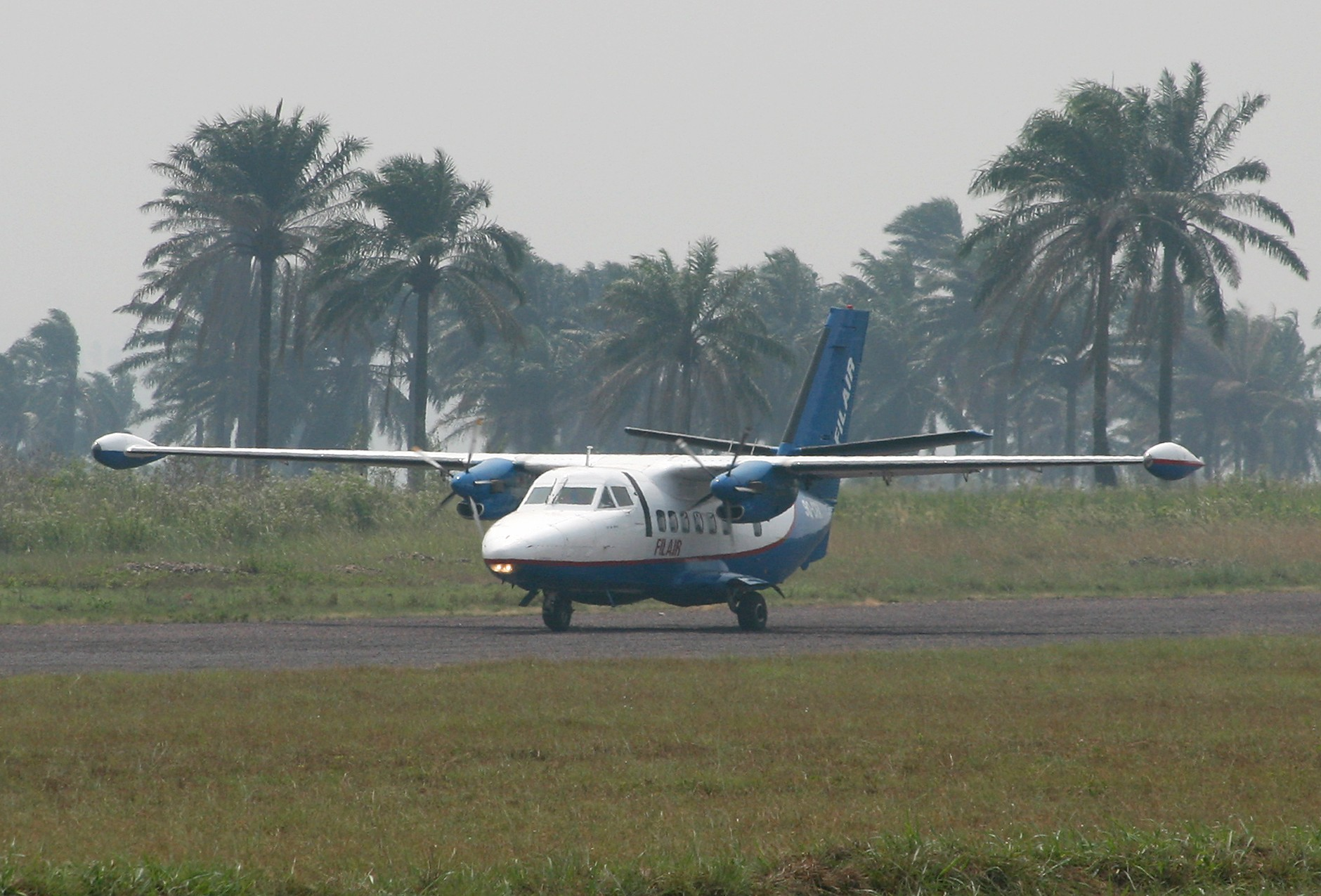
Let L-410 Turbolet en el Aeropuerto de Kikwit.

El único avión que permanece como operativo en su flota es el 9Q-CZU, un Douglas DC-6A ubicado en el Aeropuerto Internacional de Kinshasa (FIT)
La aerolínea ha operado aviones turbohélice como el 9Q-CDU, un Lockheed L-188PF Electra.

### Flota retirada
- Douglas DC-6A[3]
- Douglas DC-7C
- Lockheed L-188CF Electra
- Lockheed L-188PF Electra
- Vickers Viscount

## Accidentes e incidentes
- El 9Q-CTS, un Vickers Viscount Tipo 757, que quedó destruido en 1988 mientras aterrizaba en el Aeropuerto de Tshikapa (TSH/FZUK)[4]
- El 9Q-CGD, un Lockheed L-188PF Electra, quedó inservible en Angola en julio de 1994.[5]
- 9Q-CCN, un Let L-410, se estrelló, provocando veinte muertos el 25 de agosto de 2010.